# Qof
La qof o cof és la dinovena lletra de molts abjads (alfabets) semítics, incloent qop 𐤒 en fenici, qōp ܩ en siríac, qof o cof ק en hebreu, qāf ق en àrab i qaf ቀ en amhàric.
La qof està present en Unicode com a U+05E7 ק hebrew letter qof.

En fonètica la qof representa el so /q/.

## Origen
L'origen d'aquesta lletra és incert. Sovint es diu que originalment la grafia representava una agulla de cosir, específicament l'ull d'una agulla (en hebreu קוּף (quf) significa "forat d'una agulla"). La lletra protosinaítica podia representar un mico i la seva cua (hebreu קוֹף (qof) significa "mico").
La lletra fenícia qop 𐤒 va donar lloc a la qoppa (Ϙ) grega, la Q llatina i la Ҁ ciríl·lica. Potser de la qop derivin també les fi (Φ) i psi (Ψ) gregues i les Ф i Ѱ ciríl·liques.
| egipci | protosinaític | fenici |
| ------ | ------------- | ------ |
| 𓎗      |               | 𐤒      |

## Alfabet àrab
En alfabet àrab aquesta lletra es diu قاف ['qaːf] (qāf). És la vint-i-unena lletra de l'alfabet àrab (dinovena, amb un valor numèric de 100 en l'ordre abjadí). És una lletra lunar. Prové, per via dels alfabets nabateu i arameu, de la lletra fenícia qop.
| fenici | arameu | siríac | nabateu | àrab |
| ------ | ------ | ------ | ------- | ---- |
| 𐤒      | 𐡒      | ܩ      |         | ق    |

Representa el so consonàntic uvular /q/.
Algunes pronunciacions descurades a la parla col·loquial del Caire la fan sonar com a hamza, però no es considera correcte.
Lligada a nūn, نق, en la notació matemàtica moderna, té el mateix ús que la r occidental per a representar el radi d'un cercle. Lligada a àlif (قا) i a tā-àlif (قتا) representa "secant" i "cosecant", respectivament.
| Aïllada | Final | Medial | Inicial |
| ق       | ـق    | ـقـ    | قـ      |

La qāf es lliga a la següent lletra de la paraula. També ho fa amb la precedent, sempre que aquesta no sigui àlif, dāl, ḏāl, rā, zāy o wāw, que mai no es lliguen a la lletra posterior.

### Representació, transcripció i transliteració
A la Viquipèdia existeix una proposta de directriu, vegeu-la per a les diferents maneres de transcriure i transliterar qāf.
Qāf es translitera com a Q al SATTS i a l'alfabet de xat àrab. En aquest últim també es fa servir el símbol 8.
A la representació Unicode, qāf ocupa el punt U+0642 amb el nom ARABIC LETTER QAF.
A la codificació ISO 8859-6, el punt 0xe2.
Com a entitat HTML, es codifica com a &#1602;

### Variants
Tot i l'aparent semblança, la qāf, la fā i la wāw no són variants l'una de l'altra.
Al Magrib la qāf pot escriure's amb un sol punt, com la fā a altres llocs, passant a escriure's el punt d'aquesta a la part de sota: ڢ.
En l'alfabet xiao'erjing el símbol de la qāf pot representar diferents sons quan es fa servir per a transcriure el xinès.

## Alfabet hebreu
En hebreu s'escriu com a ק, el nom complet en hebreu és קוֹף i transcrit com a Qof, Kof o Kuf.
| Variants | Variants   | Variants |
| Quadrada | Manuscrita | Raixí    |
| -------- | ---------- | -------- |
| ק        | Manuscrita | Raixí    |

La lletra ק o qof és la dinovena lletra de l'alfabet hebreu. Pren el valor numèric de cent. Prové, per via de l'alfabet arameu de la lletra fenícia qop.

### Pronunciació
En un principi la qof representava el so /q/, però en hebreu israelià modern la pronunciació s'ha canviat per /k/.

### Simbolisme
Qof és el símbol de santedat i cicles de creixement, al·ludeix a la Queduixà. És la santedat de l'home a través de l'estudi i compliment de les mitzvot. Qof equival a cent que denota completació del cicle decimal i els cicles de la natura. La seva forma deriva de la unió d'una caf amb una nun sofit. La qof penetra profundament al món material com una agulla, i se l'identifica per tant amb el pecat, però ella és el començament principal de la santificació divina "Kadoix, Kadoix, Kadoix".

## Alfabet siríac
| Madnḫaya | Serṭo | Esṭrangela | Unicode |
| -------- | ----- | ---------- | ------- |
|          |       |            | ܩ       |
| Qop      | Qop   | Qop        | Qōp     |

En alfabet siríac, la dinovena lletra és ܩ (en siríac clàssic: ܩܘܦ - qōp). El valor numèric de la qōp és 100. Prové, per via de l'alfabet arameu de la lletra fenícia qop.

### Fonètica
Representa el so /q/.

## Alfabet amhàric
En alfabet amhàric aquesta lletra es diu ቆፍ (qaf). És la vuitena lletra de l'alfabet amhàric. El seu valor numèric és 100, tot i que per representar el nombre 100 es fa servir la lletra yämän- ፻, ja que la isopsefia etíop està en unió amb l'escriptura copta, mentre que la lletra copta ro és un homòglif de la lletra yämän. Qaf prové, per via de l'alfabet sud-aràbic del jeroglífic egipci V24.
| V24 | Qaf | Qaf |
| --- | --- | --- |
| 𓎗   | 𐩤   | ቀ   |

Qaf representa el so /q/.

### Ús
L'alfabet amhàric és una abugida on cada símbol correspon a una combinació vocal + consonant, és a dir, hi ha un símbol bàsic al qual s'afegeixen símbols per marcar la vocal. Les modificacions de la ቀ (qaf) són les següents:
| qä [qə] | qu | qi | qa | qe | qə [qɨ], ∅ | qo | qʷä [qʷə] | qʷi | qʷa | qʷe | qʷə [qʷɨ] |
| ------- | -- | -- | -- | -- | ---------- | -- | --------- | --- | --- | --- | --------- |
| ቀ       | ቁ  | ቂ  | ቃ  | ቄ  | ቅ          | ቆ  | ቈ         | ቊ   | ቋ   | ቌ   | ቍ         |

## Jeroglífic egipci
Quant aquest jeroglífic és un fonograma es pronuncia com a [ḳ] o [q]. En canvi quant és un ideograma, representa la vessant d'un turó (Gardiner N29).

## En altres alfabets
| Arameu     | Siríac  | Samarità | Ugarític | Fenici |
| ---------- | ------- | -------- | -------- | ------ |
| 𐡒          | ܩ       | ࠒ        | 𐎖        | 𐤒      |
| Sud-aràbic | Amhàric | Àrab     | Hebreu   |        |
| 𐩤          | ቀ       | ق        | ק        |        |